# Cerkiew Ikony Matki Bożej „Wszystkich Strapionych Radość” w Szarkowszczyźnie
Cerkiew pod wezwaniem Ikony Matki Bożej „Wszystkich Strapionych Radość” – prawosławna cerkiew parafialna w Szarkowszczyźnie. Należy do dekanatu szarkowszczyńskiego eparchii połockiej i głębockiej Egzarchatu Białoruskiego Patriarchatu Moskiewskiego.

## Historia

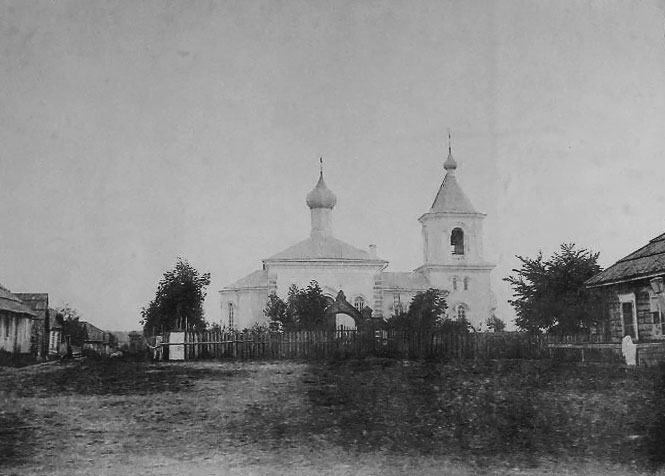
Cerkiew w 1900 r.

Świątynię wzniesiono w 1897 r. W 1948 r. została zamknięta i zdewastowana (zburzono dzwonnicę, spalono ikonostas). Budynek cerkiewny miejscowe władze przeznaczyły na klub, później mieścił się tam sklep.
Cerkiew zwrócono wiernym w lutym 1990 r.; po dokonaniu renowacji wznowiono odprawianie nabożeństw. Obecnie przy świątyni działa szkoła niedzielna.

## Architektura
Budowla murowana, w stylu bizantyjsko-rosyjskim, z licznymi zdobieniami. Od frontu znajduje się czworoboczna dwukondygnacyjna wieża-dzwonnica, połączona przedsionkiem z częścią nawową (zwieńczoną kopułką). Prezbiterium ma formę półkolistej apsydy.